# Stiphodon kalfatak
Stiphodon kalfatak är en fiskart som beskrevs av Keith, Marquet och Watson 2007. Stiphodon kalfatak ingår i släktet Stiphodon och familjen smörbultsfiskar. IUCN kategoriserar arten globalt som otillräckligt studerad. Inga underarter finns listade i Catalogue of Life.